# توپی‌ام
توپی‌ام (به کره‌ای: 투피엠؛ به انگلیسی: 2PM) گروه پسرانهٔ کی-پاپ، زیرنظر جی‌وای‌پی اینترتینمنت است.
اعضای این گروه ابتدا به‌عنوان عضوی از گروه یازده نفرهٔ «وان دِی» شروع به‌کار کردند که این گروه در نهایت به دو گروه «توپی‌ام» و «توای‌ام» تقسیم شد. توپی‌ام با ترانهٔ «۱۰ امتیاز از ۱۰ امتیاز» فعّالیّت‌های خود را آغاز کرد. سپس با تک‌آهنگ «دوباره و دوباره» برای نخستین بار در صدر جداول جای گرفت. این دو ترانه، در اوّلین آلبوم استودیویی گروه با عنوان «اوّلین آلبوم 1:59PM» جای گرفت که در سال ۲۰۰۹ منتشر شد. دوّمین آلبوم، با عنوان «دستا بالا» در سال ۲۰۱۱ منتشر گردید و در اواخر همان سال، گروه با آلبوم «جمهوری توپی‌ام»، در ژاپن آغاز به‌کار کرد. توپی‌ام در سال ۲۰۱۳، سوّمین آلبوم خود را با عنوان «بالغ» ، منتشر کرد و به‌دنبال آن در سپتامبر ۲۰۱۴، چهارّمین آلبوم با عنوان «دیوانه شو!»، و در ۱۵ ژوئن ۲۰۱۵، آلبوم «شماره ۵» منتشر گردید.
لیدر گروه، جی پارک، در اوایل سال ۲۰۱۰، گروه را ترک کرد.

## اعضاء
| عنوان هنری | نام اصلی          | زادروز                  |
| ---------- | ----------------- | ----------------------- |
| جون. کی    | کیم مین-جون       | ۱۵ ژانویهٔ ۱۹۸۸ ‏(۳۷ سال) |
| نیکون      | نیکون باک هروجکول | ۲۴ ژوئن ۱۹۸۸ ‏(۳۶ سال)   |
| تک‌یون      | اوک تک-یون        | ۲۷ دسامبر ۱۹۸۸ ‏(۳۶ سال) |
| وویونگ     | جانگ وو-یونگ      | ۳۰ آوریل ۱۹۸۹ ‏(۳۵ سال)  |
| جون‌هو      | لی جون-هو         | ۲۵ ژانویهٔ ۱۹۹۰ ‏(۳۵ سال) |
| چان‌سونگ    | هوانگ چان-سونگ    | ۱۱ فوریهٔ ۱۹۹۰ ‏(۳۵ سال)  |

| عنوان هنری | نام اصلی    | زادروز                 |
| ---------- | ----------- | ---------------------- |
| جی پارک    | پارک جه-بوم | ۲۵ آوریل ۱۹۸۷ ‏(۳۷ سال) |

## ترانه‌شناسی

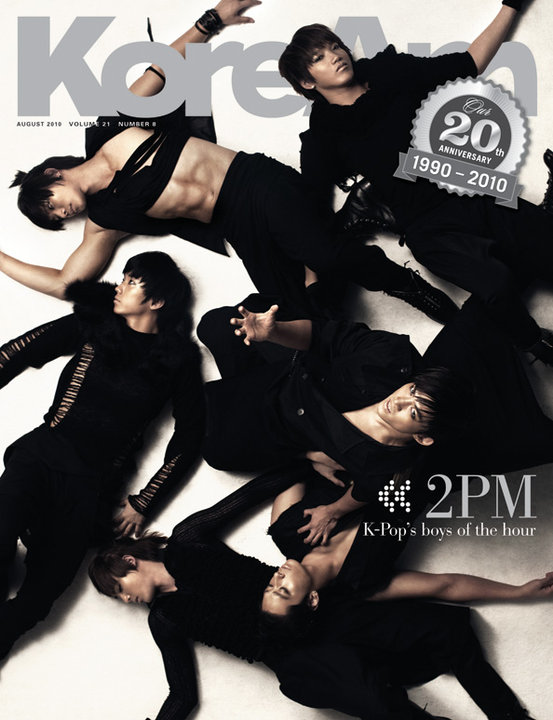
توپی‌ام برروی جلد مجلهٔ KoreAm، اوت ۲۰۱۰

| آلبوم‌های کره‌ای - ۱:۵۹بعدازظهر (۲۰۰۹) - دستا بالا (۲۰۱۱) - بالغ (۲۰۱۳) - دیوانه شو! (۲۰۱۴) - شماره ۵ (۲۰۱۵) - بازی جنتلمنها (۲۰۱۶) آلبوم‌های ژاپنی - جمهوری توپی‌ام (۲۰۱۱) - افسانهٔ توپی‌ام (۲۰۱۳) - پیدایش توپی‌ام (۲۰۱۴) - توپی‌ام از توپی‌ام (۲۰۱۵) - کهکشانِ توپی ام (۲۰۱۶) |